# Aphthonoides picea
Aphthonoides picea es un coleóptero de la familia Chrysomelidae.
Fue descrita científicamente por primera vez en 1989 por Scherer.